# Podgorica
Pódgorica je glavno in največje mesto Črne gore z okoli 200.000 prebivalci (območje občine)
Med letoma 1946 in 1992 - v obdobju, ko je bila Črna gora kot Socialistična republika Črna gora in del Socialistične federativne republike Jugoslavije (SFRJ) – se je mesto imenovalo Titograd (cirilica Титоград) v čast Josipu Brozu - Titu. Podgorica leži blizu ostankov rimskega mesta Dokleje. V srednjem veku je tukaj obstajalo naselje Ribnica, to ime je prvič omenjeno leta 1326. Podgorica je bila od leta 1878 v sklopu Kneževine Črne gore.
Ugoden položaj Podgorice na sotočju rek Ribnice in Morače ter na stičišču rodovitne niške planote Zete in doline Bjelopavlići je spodbudil k poselitvi. Mesto je blizu zimskih smučarskih središč na severu in obmorskih letovišč na Jadranskem morju.
Občina Podgorica pokriva 10% ozemlja Črne gore, v njej pa živi okoli 30% prebivalstva države. Je upravno središče države in gospodarsko, kulturno in izobraževalno središče. Univerza v Titogradu-Podgorici, zdaj imenovana Črnogorska univerza, je bila ustanovljena leta 1974 in ima nekaj falultet s sedežem v druhih mestih: tri v Nikšiću, dve v Kotoru, tri umetniške akademije pa imajo sedež na Cetinju. Poleg nje sta v Podgorici še dve zasebni univerzi: Univerzitet Donja Gorica in Sredozemska univerza (Univerzitet Mediteran). V Podgorici ima sedež tudi najvišja znanstvena in umetniška ustanova v državi, Črnogorska akademija znanosti in umetnosti (Crnogorska akademija nauka i umjetnosti-CANU), ki je bila ustanovljena leta 1976.  

## Etimologija
Ime Podgorica pomeni »[območje] pod Gorico«. Gorica, kar pomeni »majhen hrib«, je ime enega od s cipresami pokritega griča (100 m nmv) nad središčem mesta (40 m nmv).
Približno 3 kilometre severozahodno od Podgorice ležijo ruševine rimskega mesta Doclea, iz katerega je prihajal rimski cesar Dioklecijan. V poznejših stoletjih so Rimljani 'popravili' ime Dioclea, napačno ugibajoč, da se je v ljudskem govoru izgubil i. Duklja je poznejša južnoslovanska različica te besede.
Mesto se je ob ustanovitvi (nekaj pred 11. stoletjem) imenovalo Birziminium. V srednjem veku je bilo znano kot Ribnica (črnogorska cirilica: Рибница). Ime Podgorica se je uporabljalo od leta 1326. Od leta 1946 do 1992 se je mesto imenovalo Titograd v čast Josipa Broza Tita, nekdanjega predsednika Jugoslavije.

## Zgodovina

### Zgodnja zgodovina
Podgorica je na stičišču več zgodovinsko pomembnih poti, v bližini rek Zeta, Morača, Cijevna, Ribnica, Sitnica in Mareza v dolini Skadrskega jezera in blizu Jadranskega morja, v rodovitnih nižinah z ugodnim podnebjem. Najstarejša človeška naselja so bila v prazgodovini: najstarejši fizični ostanki so iz pozne kamene dobe.
V železni dobi so območje med dolino Zete in Bjelopavlići zasedli dve ilirski plemeni, Labeati in Docleatae. Število prebivalcev mesta Doclea je bilo 8.000–10.000, v katerih so bila rešena vsa temeljna mestna vprašanja. Visoko gostoto prebivalstva (na območju polmera približno 10 km) so omogočili geografski položaj, ugodne podnebne in gospodarske razmere ter obrambni položaji, ki so bili takrat zelo pomembni.

### Srednji vek
Od 5. stoletja našega štetja, s prihodom prvih slovanskih in avarskih plemen in začetkom razpada Rimskega cesarstva je bilo območje priča številnim pomembnim dogodkom. S časom so utrdbe prenehale delovati in zgrajena so bila nova mesta; ustanovljeno je bilo novo naselje, verjetno poimenovano po reki Ribnici, na čigar bregovih je bilo mesto zgrajeno. Prvič je bilo omenjeno med vladavino rodbine Nemanjić, kot del srbskega kraljestva. Pomen Ribnice je bil njen položaj na križišču s komunikacijo z zahodom.
Ime Podgorica je bilo prvič omenjeno leta 1326 v sodnem dokumentu kotorskega arhiva. Mesto je bilo gospodarsko močno: trgovske poti med Republiko Raguso in Srbijo, ki so bile takrat dobro razvite, so potekale po cesti, ki je vodila v Podgorico skozi Trebinje in Nikšić. Podgorica je bila kot zasedeno križišče živahno regijsko središče trgovine in komunikacij. To je povečalo razvoj, gospodarsko moč, vojaško moč in strateški pomen mesta.

### Osmansko cesarstvo
Osmansko cesarstvo je Podgorico zajelo leta 1474. Leta 1479 je postala kaza Skadrskega sandžaka (ki ga je zgodovinsko vodil albanski paša). Osmani so v Podgorici zgradili veliko trdnjavo, obstoječe naselje pa je z visoko razvitimi trgovskimi povezavami postalo glavni osmanski obrambni in napadalni bastijon v regiji. V začetku leta 1474 je osmanski sultan nameraval obnoviti Podgorico in Baleč ter ju naseliti s 5000 muslimanskimi družinami (večina takratnega albanskega ali slovanskega porekla) , da bi ustavil sodelovanje med Zetsko državo in Beneško Albanijo (italijansko Albania Veneta) .
Podgorica je spet padla, a tokrat pod Osmani leta 1484 in značaj mesta se je močno spremenil. Osmani so mesto utrdili in postavili stolpe, vrata in obrambno obzidje, ki je dalo videz osmanskega vojaškega mesta.
Večini današnje Črne gore in Podgorici je med leti 1760–1831 vladala albanska družina Bushati iz Skadra, ki je vladala neodvisno od cesarske oblasti osmanskega sultana.
Leta 1864 je Podgorica postala kaze Skadrskega vilajeta, imenovanega Böğürtlen ('robida', znana tudi kot Burguriçe).
7. oktobra 1874 so v nasilni reakciji na umor domačina po imenu Juso Mučin Krnić  osmanske sile v Podgorici ubile najmanj 15 ljudi . O pokolu so poročali izven Črne gore in na koncu pripomogli k nastanku črnogorsko-osmanske vojne.
Ob koncu črnogorsko-osmanske vojne leta 1878 je berlinski kongres priznal velika ozemlja, vključno s Podgorico, kot del novo priznane kraljevine Črne gore. Takrat je bilo v Podgorici približno 1500 hiš, v katerih je živelo več kot 8000 ljudi - pravoslavne, rimskokatoliške in muslimanske vere.

### Monarhiji Petrović in Karađorđević
Berlinski kongres leta 1878, ko je bila Podgorica pripojena h kraljevini Črni gori, je označil konec štirih stoletij osmanske vladavine in začetek nove dobe za Podgorico in Črno goro. Prve oblike koncentracije kapitala so bile opažene leta 1902, ko so zgradili ceste do vseh sosednjih mest, tobak pa je postal prvi pomemben tržni proizvod Podgorice. Nato je leta 1904 hranilnica z imenom Zetska oblikovala prvo pomembno finančno institucijo in kmalu prerasla v Podgoričko banko.
Prva svetovna vojna je pomenila konec dinamičnega razvoja Podgorice, ki je bila do takrat največje mesto v novo razglašeni Kraljevini Črni gori. 10. avgusta 1914 je bilo v Podgorici od letalskih bombardiranj Avstro-Ogrske letalske enote ubitih devet vojaških oseb in 13 civilistov . Mesto so leta 1915 bombardirali še trikrat. Podgorico je, kot tudi preostalo državo, od leta 1916 do 1918 zasedla Avstro-Ogrska.
Po osvoboditvi zaveznikov leta 1918 je kontroverzna podgorska skupščina označila konec črnogorske državnosti, saj je bila Črna gora združena s Kraljevino Srbijo in vključena v Kraljevino Srbov, Hrvatov in Slovencev. V tem medvojnem obdobju je bilo prebivalcev mestne Podgorice približno 14.000 .
V medvojnem obdobju (1918–1941) je imela Podgorica javna kopališča, saj večina prebivalcev ni imela svojih. Vendar je hotel Imperial, zgrajen leta 1925, imel dve kopalnici, kar je bilo takrat brez primere. Bil je eden od vsaj šestih hotelov, zgrajenih v mestu v medvojnem obdobju.

### Druga svetovna vojna
Po jugoslovanskem državnem udaru 27. marca 1941 so se v Podgorici odvijale demonstracije v podporo državnemu udaru. Zaradi državnega udara se je Jugoslavija obrnila proti prejšnjemu zavezništvu z silami osi in bila pozneje napadena. Podgorica je bila med vojno bombardirana več kot 80-krat. Mesto je Luftwaffe prvič bombardirala 6. aprila 1941. 5. maja 1944 je Podgorico s napadom na sile osi bombardirala USAAF; v bombnem napadu tistega dne je umrlo približno 400 civilistov. Mesto je bilo osvobojeno 19. decembra 1944. Po podatkih beograjskega Muzeja žrtev genocida je bilo v Podgorici med vojno ubitih 1691 ljudi.

### SFR Jugoslavija
12. julija 1946 je Josip Broz Tito iz hotela Radovče opravil enega zgodnjih obiskov Podgorice, kjer je nagovoril z množico. To je bil prvi od petnajstih skupnih obiskov Tita v mestu po drugi svetovni vojni.
 »Podgorica je uničena. Zgradili jo bomo v celoti, ker je naša odgovornost, ker to zahtevajo žrtve, ki jih je dala Podgorica! To bomo storili, to vam obljubim v imenu zvezne vlade."— Josip Broz Tito iz hotela Radovče 12. julija 1946.
Podpredsednik prezidija Ljudske skupščine Črne gore Andrija Mugoša je 25. julija 1948 skupaj s tajnikom Gavrom? Cemovićem podpisal zakon o spremembi imena Podgorice v Titovgrad. Zakon je bil retroaktivno aktiviran tako, da je sprememba imena veljala za vse zapise od 13. julija 1946, ko je postal prestolnica Črne gore znotraj novo nastale Socialistične federativne republike Jugoslavije. Vendar je v nasprotju s tem Službeni list ali pravni zakonik Jugoslavije zapisal ime Titograd brez črke 'v'. Posledica je bila, da se je ime Titograd uporabljalo pred oz. namesto Titovgrada.
Poleg novega imena je Titograd videl ustanovitev novih tovarn. Tovarna Radoje Dakić, zgrajena leta 1946 za proizvodnjo težkih strojev, je postala eden največjih delodajalcev v Titogradu. Leta 1964 je Radoje Dakić dal delavcem v najem stanovanja v mestu . V poznih 1960-ih so se mesta Titograd, Zadar in Mostar potegovala za izbrano mesto za razširitev aluminijske industrije v Jugoslaviji . V zelo spolitiziranem izbirnem postopku je bil na koncu izbran Titograd in Kombinat je bil zgrajen leta 1969. Leta 1974 je bila v Titogradu ustanovljena javna univerza Veljka Vlahovića. 15. aprila 1979 je mesto prizadel potres z magnitudo 6,9.
Titograd je bil v času protibirokratske revolucije Jugoslavije mesto množičnih protestov. 10. januarja 1989 je v mestu protestiralo več kot 10.000 ljudi.

### Sodobna zgodovina
Ko je Jugoslavija začela razpadati, se je Titograd po referendumu 2. aprila 1992 preimenoval v Podgorico . Jugoslovanske vojne so v veliki meri zaobšle Črno goro, vendar je bila celotna država močno prizadeta z močno gospodarsko stagnacijo in hiperinflacijo, ki je trajala skozi 1990-ta zaradi mednarodnih sankcij. Leta 1999 je bila Podgorica med Natovim bombardiranjem Jugoslavije podvržena letalskim napadom .
Po rezultatih referenduma o neodvisnosti maja 2006 je Podgorica postala uradna prestolnica neodvisne države.
13. oktobra 2008 je vsaj 10.000 ljudi protestiralo proti razglasitvi neodvisnosti Kosova . Oktobra 2015 so v Podgorici potekali protesti pred vstopom Črne gore v Nato. V demonstracijah z najmanj 5000 do 8000 ljudmi , je policija uporabila solzivec za razganjanje demonstrantov iz parlamenta. Protesti v mestu so se nadaljevali v času črnogorskih parlamentarnih volitev leta 2016. 22. februarja 2018 se je veteran jugoslovanske vojske ubil na ameriškem veleposlaništvu v Podgorici.

## Geografija
Podgorica leži v osrednji Črni gori. Območje prečka več rek, samo mesto je le 15 kilometrov severno od Skadrskega jezera. Skozi mesto tečeta reki Morača in Ribnica, v bližini pa Zeta, Cijevna, Sitnica in Mareza. Morača je največja reka v mestu, široka 70 m v bližini centra mesta in je na poti skozi mesto izklesala 20 m globok kanjon. Razen Morače in Zete, so druge reke le majhni potoki. Bogastvo vodnih teles je glavna značilnost mesta.
V nasprotju z večino Črne gore Podgorica leži na pretežno ravnem območju na severnem koncu Zetske planote, na nadmorski višini 40 m. Edine izjeme so griči nad mestom. Najpomembnejši je 130,3 m visok hrib Gorica, ki je dal mestu ime, in se dviga nad mestnim središčem. Drugi so Malo brdo (205,4 m), Velje brdo (283 m), Ljubović (101 m) in Dajbapska gora (172 m). Te so večinoma preveč strme za razvoj in tako omejujejo širitev mesta, zlasti na sever. Vendar pa urbanizacija posegla na spodnja pobočja gričev že od 1990-ih. Mesto Podgorice ima površino 108 kvadratnih kilometrov, medtem ko je dejansko urbanizirano območje veliko manjše.
- Kanjon reke Morače.
- Skadrsko jezero
- Slapovi reke Cijevne blizu Podgorice
- Panorama Podgorice.

### Podnebje
Po Köppnovi klimatski klasifikaciji ima Podgorica vlažno subtropsko podnebje (Cfa namesto Csa), saj je le en poletni mesec z manj kot 40 milimetri padavin, [29] z poletnimi vrhunci okoli 30 °C in zimske višine okoli 10 °C. Čeprav je mesto le kakih 35 km severno od Jadranskega morja, kraka Sredozemlja, gora Rumija deluje kot naravna ovira Dinarskega gorovja, ki ločuje kotlino Skadrskega jezera in območje Podgorice od morja, s čimer omejuje zmerni morski vpliv na lokalno klimo.
Povprečna letna količina padavin je 1659 mm, zaradi česar je Podgorica daleč najbolj mokra prestolnica v Evropi, Ljubljana je s 1362 mm druga. Temperatura približno 135 dni na leto presega 25 °C, povprečna dnevna temperatura pa je 15,6 °C. Število deževnih dni je približno 120, tistih z močnim vetrom pa okoli 60. Občasno močan severni veter vpliva na podnebje pozimi, zaradi vetrnega učinka zniža zaznano temperaturo za nekaj stopinj.

## Demografija
Čeprav je srednje velika po evropskih standardih, je Podgorica daleč največje mesto v Črni gori: tam živi skoraj tretjina državljanov Črne gore. Po popisu prebivalstva iz leta 2011 je v metropolitanski Podgorici živelo 185.937 ljudi, v samem mestu pa 150.977.
Od celotnega prebivalstva Podgorice je 48,73 % moških, 51,27 % pa žensk. Povprečna starost prebivalstva je 35,7. Srbščina je najbolj govorjeni jezik, 42,4 % podgoričanov pa se je opredelilo za svoj prvi jezik. Sledi mu črnogorščina z 41,17 %. Drugi pomembni jeziki v Podgorici so albanščina (5,53 %) in romščina (1,81 %).
Večina Podgoričanov je pravoslavnih kristjanov (78,27 %), medtem ko obstajajo pomembne manjšine muslimani (11,23 %) in katoliki (4,27 %).
| 1948   | 1953   | 1961   | 1971   | 1981   | 1991    | 2003    | 2011    | 2018    |
| 14.369 | 19.868 | 35.054 | 61.727 | 96.074 | 117.875 | 136.473 | 150.977 | 199.715 |

## Mestne znamenitosti
Mešanica arhitekturnih slogov mesta odraža burno zgodovino mesta in države: ko je ena oblast zamenjala drugo, je bil vpeljan ustrezen slog.
Kot del Osmanskega cesarstva do leta 1878 ima Podgorica nekaj primerov osmanske arhitekture. Najstarejši deli mesta, Stara Varoš (staro mesto) in Drač so značilni za to, z dvema mošejama, turškim stolpom in ozkimi, vijugastimi ulicami.
Ko se je mesto vključilo v Črno goro, se je mestno jedro premaknilo na drugi breg reke Ribnice, kjer se je mesto razvijalo v bolj evropskem slogu: širše ulice s pravokotno mrežo. Ta del mesta danes velja za mestno središče in se imenuje Nova Varoš (Novo mesto).
Med drugo svetovno vojno je bila Podgorica skoraj do tal porušena, saj so jo več kot 70-krat bombardirali. Po osvoboditvi se je začela obnova, tako kot v drugih mestih Jugoslavije pod komunistično oblastjo. Postavljeni so bili masivni stanovanjski bloki z osnovno zasnovo, značilno za države vzhodnega bloka. Ves tisti del mesta na desnem bregu reke Morače je bil zgrajen na ta način.
V tem obdobju so bile postavljene glavne sodobne prometne arterije, ki so razširile pravokotno ulično postavitev središča mesta na jug in zahod. Stanovanjski in infrastrukturni razvoj v dobi SFRJ sta večinoma oblikovala postavitev današnje Podgorice in omogočala rast prebivalstva brez primerjave po drugi svetovni vojni.
- Rimski trg in Podgoriška stolnica.
- Most Blaža Jovanovića čez Moračo.
- Stavba na ulici Georga Washingtona
- Stolpnice v Podgorici.
- Delta Shopping Mall.
- Bulevar Petra I. Črnogorskega
- Letališče v Podgorici

Pomemben napredek v podgoriški arhitekturi se je začel v poznih 1990-ih in od takrat se je obraz mesta hitro spremenil. Stanovanjska in poslovna gradnja hitro napredujeta in vključujeta sodobne arhitekturne trende iz stekla in jekla. V prizadevanju, da bi ustvarili prepoznavno in sodobno prestolnico države, mestne oblasti usmerjajo pomembne naložbe v mestne javne prostore. Tako je mesto pridobilo povsem nove trge in nekaj spomenikov. Nova mejnika sta pravoslavni hram Hristovog Vaskrsenja in most Millennium, ki sta glavni značilnosti podgoriške vedute.

## Kultura
Podgorica je dom številnih črnogorskih kulturnih ustanov in prireditev. Gosti črnogorsko narodno gledališče in številne muzeje in galerije. Črnogorsko narodno gledališče je najpomembnejše gledališče ne samo v Podgorici, ampak v celotni Črni gori. Podgorica je tudi gostitelj Mestnega gledališča (Gradsko pozorište), ki vključuje Otroško gledališče in Lutkovno gledališče. Čeprav muzeji in galerije niso tako bogati kot zgodovinska kraljevska prestolnica Cetinje, obstaja nekaj muzejev:
- Mestni muzej Podgorica (Muzej grada Podgorice) ohranja bogato dediščino Podgorice. Ustanovljen je bil leta 1950 in ima štiri zbirke: arheološko, etnografsko, zgodovinsko in kulturno-zgodovinsko. V njem so postavljeni artefakti iz rimskega in ilirskega obdobja.
- Arheološko raziskovalno središče (Centar za arheološka istraživanja) je bilo ustanovljeno leta 1961. Njegovo poslanstvo je zbiranje, razvrščanje, restavriranje in prikaz arheoloških najdišč.
- Muzej Marka Miljanova (Muzej Marka Miljanova) v Medunu prikazuje življenje v Črni gori v 19. stoletju.
- Prirodoslovni muzej (Prirodnjački muzej) prikazuje primerke črnogorske flore in favne. Ta muzej nima razstavnega prostora, kljub številnim predlogom in pobudam za njegovo izgradnjo.

V kompleksu Dvorak Petrovića (grad Petrovićev) v največjem javnem parku v Podgorici je vidna umetniška galerija. Grad kralja Nikolaja, Perjanički dom (Hiša častne straže), grajska kapela in okoliške stavbe so bili leta 1984 preurejeni v umetniško galerijo. Od leta 1995 je del Centra moderne umetnosti (Centar savremenih umjetnosti) in ima približno 1500 umetniški del. 
Pomembna kulturna ustanova, stara več kot petdeset let, je Kulturno-informativni center Budo Tomović (KIC Budo Tomović). Je javna ustanova, ki organizira različne umetniške dogodke, med drugim Podgoriško kulturno poletje, FIAT - Mednarodni festival alternativnega gledališča, DEUS - Decembrska umetniška scena.

## Gospodarstvo
Podgorica ni samo upravno središče Črne gore, ampak je tudi njen glavni gospodarski motor. Večina črnogorske industrijske, finančne in komercialne baze je v Podgorici.
Pred prvo svetovno vojno se je večina podgoriškega gospodarstva ukvarjala s trgovino in maloserijsko proizvodnjo, kar je bil ekonomski model, vzpostavljen v času dolge vladavine Osmanskega cesarstva. Po drugi svetovni vojni je Podgorica postala prestolnica Črne gore in žarišče hitre urbanizacije in industrializacije SFRJ. V mestu in okolici so bile ustanovljene industrije, kot so predelava aluminija in tobaka, tekstil, inženiring, proizvodnja vozil in proizvodnja vina. Leta 1981 je podgoriški BDP na prebivalca znašal 87 % jugoslovanskega povprečja.
V začetku 1990-ih so razpad Jugoslavije, jugoslovanske vojne in sankcije, ki jih je uvedla OZN, podgoriško industrijo pustile brez tradicionalnih trgov, dobaviteljev in razpoložljivih sredstev. To je v kombinaciji s tipičnimi prehodnimi pritiski privedlo do upada industrijske baze, kjer je propadlo veliko podjetij in na tisoče državljanov je ostalo brez zaposlitve. Kljub temu pa je nekaterim industrijam, vključno s podgoriško tovarno aluminija in Plantaže, uspelo preživeti in še danes največ prispevajo k črnogorskemu izvozu in industrijski proizvodnji.
Velika prisotnost vladnih in storitvenih sektorjev je gospodarstvo Podgorice rešila dolgotrajne stagnacije v recesiji konec 2000-ih, ki je močno prizadela Črno goro. Čeprav je sredi leta 2014 v Podgorici živelo približno 30 % državljanov Črne gore, je imela občina 44 % zaposlenih v državi. Od celotne mase izplačanih neto plač v Črni gori v tistem letu je bilo v Podgorici približno 47 %. 
- Telenor Center
- Delta City
- TC Kruševac

### Pobratena mesta
Podgorica je pobratena z:
- Skopje, Severna Makedonija
- Erevan, Armenija[20]